# MacArthur Park
Pour l’article homonyme, voir MacArthur Park (chanson).
MacArthur Park (anciennement Westlake Park jusqu'en 1942) est un parc américain situé dans le quartier de Westlake à Los Angeles, devant son nom au général Douglas MacArthur. Il est désigné Los Angeles Historic-Cultural Monument en 1972.

## Géographie
Le parc est divisé en deux par Wilshire Boulevard. La partie sud-est principalement constituée d'un lac, tandis que la partie nord comprend un amphithéâtre, un terrain de football (soccer) et une plaine de jeux pour enfants, le tout géré par la ville de Los Angeles.
Le lac est directement alimenté par une source naturelle. Dans le passé, il existe une fontaine avec un miroir d'eau, également alimenté par la même source.

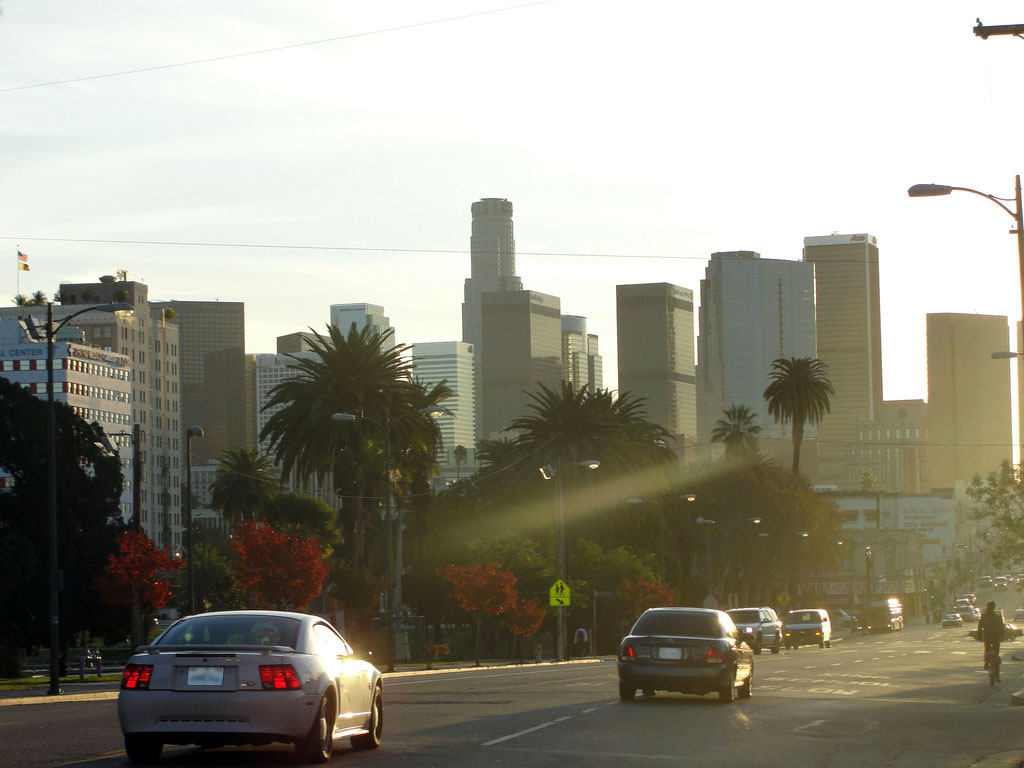
MacArthur Park le long de la 7e Avenue.
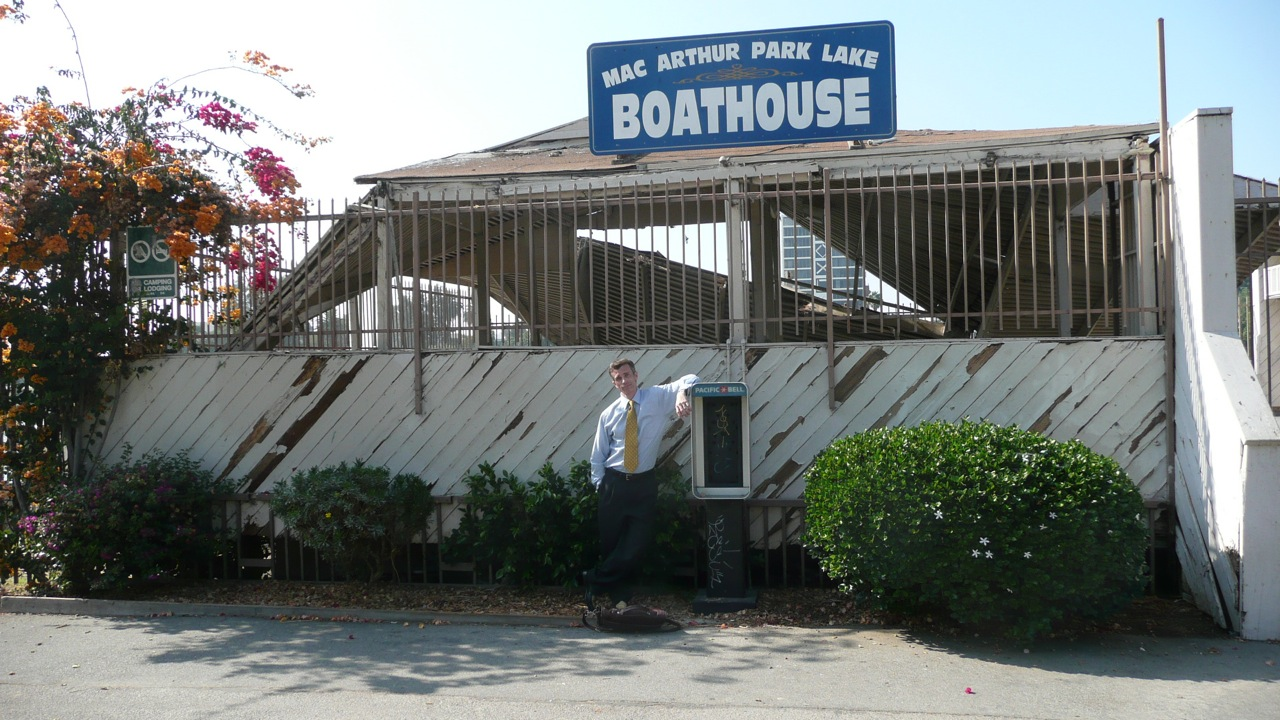
Boathouse en 2011.
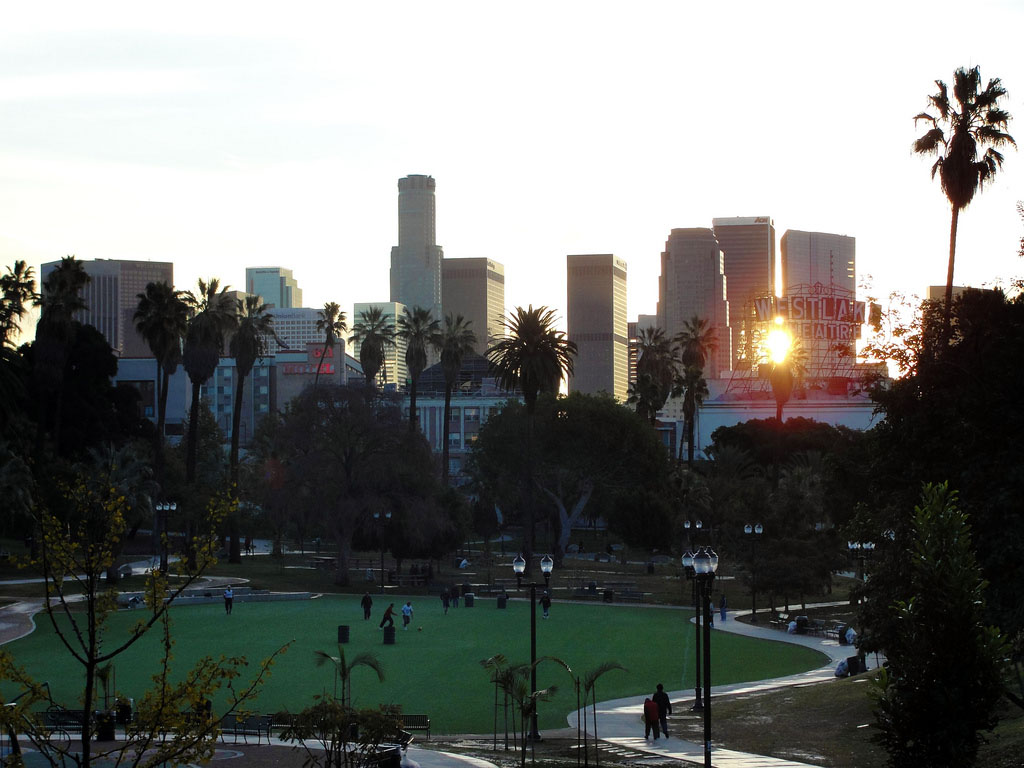
MacArthur Park.
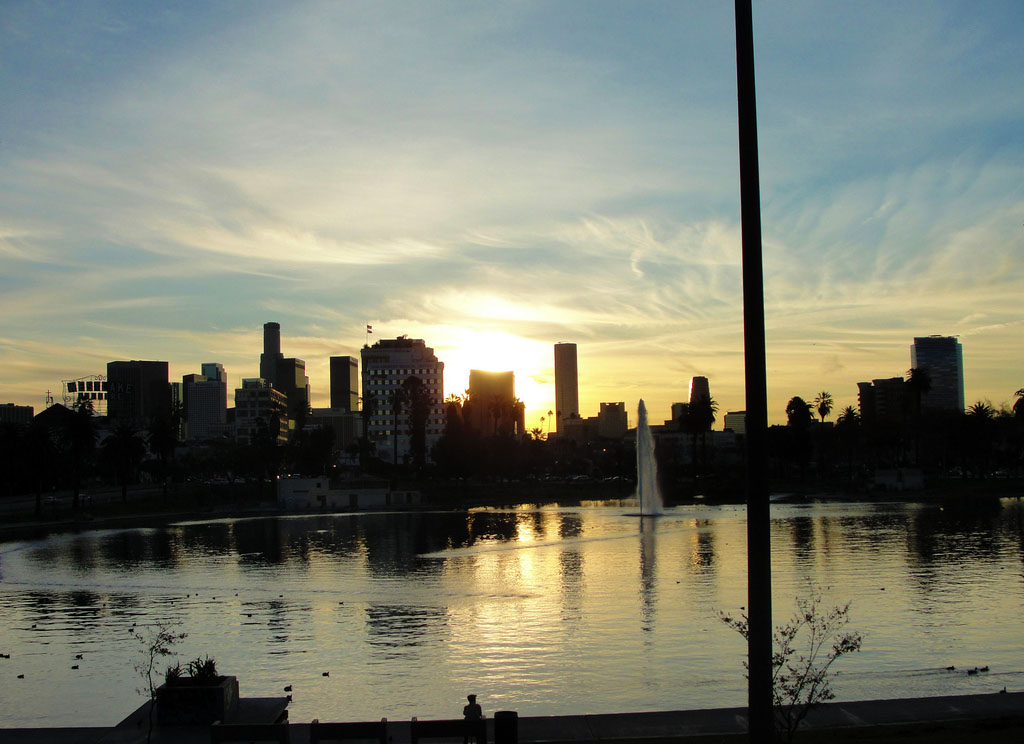
Lac de MacArthur Park.

## Histoire
Le parc, originellement nommé Westlake Park, est construit dans les années 1880, en même temps que Eastlake Park. C'est le 7 mai 1942 qu'il prend son nom actuel.
Au milieu du XIXe siècle, les environs étaient des marécages. Vers 1890, c'est devenu une destination de vacances, entourée d'hôtels de luxe. Au début du XXe siècle, MacArthur Park était connu comme étant les « Champs-Élysées » de Los Angeles.
Initialement, le Wilshire Boulevard se terminait au parc : c'est en 1934 qu'il est décidé de le prolonger jusqu'à Downtown Los Angeles, découpant le parc en deux parties.

### Gangs
Après les années 1985, le parc devient connu pour ses faits de violence, les trafics de drogue, fusillades et avec pas moins de 30 meurtres en 1990.

### Revitalisation
En 2002, la police de Los Angeles et les pouvoirs locaux s'unissent afin de rendre le parc plus convivial et sécurisé, en y installant des caméras de surveillance, en ouvrant un centre de loisirs, en organisant des festivals et en construisant une nouvelle station de métro.

## Culture populaire
- MacArthur Park est connu pour la chanson du même nom, composée par Jimmy Webb et interprétée par Richard Harris en 1968. Une reprise disco de cette même chanson par Donna Summer en 1978 connaît un succès planétaire.
- Dans l'un des épisodes du Prince de Bel-Air, Carlton Banks décide de faire un tour à MacArthur Park durant la soirée afin de gagner un pari et ainsi prouver à Will qu'il peut "survivre" à Compton.
- Ce lieu est mis en valeur dans le film Volcano.
- Dans la chanson Under the Bridge des Red Hot Chili Peppers, le pont du titre fait référence à celui du MacArthur Park.
- Ce lieu apparaît dans le jeu vidéo L.A. Noire, tout comme une grande partie de la ville de Los Angeles.